# The Captain and Me
| 전문가 평가                   | 전문가 평가 |
| 평가 점수                     | 평가 점수   |
| 출처                          | 점수        |
| ----------------------------- | ----------- |
| AllMusic                      | [ 1 ]       |
| Encyclopedia of Popular Music | [ 2 ]       |
| The Great Rock Discography    | 7/10        |
| MusicHound Rock               | 2.5/5       |
| Record Collector              | [ 5 ]       |
| Rolling Stone                 | (favorable) |
| The Rolling Stone Album Guide | [ 7 ]       |

《The Captain and Me》는 미국의 록 밴드 두비 브라더스의 세 번째 스튜디오 음반이다. 이 음반은 1973년 3월 2일, 워너 브라더스 레코드에 의해 발매되었다. 그것은 〈Long Train Runnin'〉, 〈China Grove〉, 〈Without You〉를 포함한 그들의 가장 인기 있는 히트곡들을 특징으로 한다. 이 음반은 미국 음반 산업 협회에 의해 2배 플래티넘 인증을 받았다.

## 녹음 및 내용
밴드가 빨리 움직여야 한다는 압력이 있었고 시간을 절약하기 위해 그들은 오래된 곡들을 다시 작업하기 시작했다. 톰 존스턴의 노래 중 하나인 〈Osborn〉은 밴드가 라이브로 연주한 즉흥적인 곡이었다. 프로듀서 테드 템플먼에 따르면, 선로를 깔고 난 후, "우리는 여전히 선로를 따라 내려오는 미스 루시에 대한 것을 가지고 있기 때문에 기차에 관한 것으로 만들어라"고 말했다. 그래서 그는 〈Long Train Runnin'〉을 생각해냈다."
《The Captain and Me》를 녹음하기 위해 신시사이저와 스트링이 도입되었고, 오프닝 트랙 〈Natural Thing〉을 설계하기 위해 말콤 세실과 로버트 마굴레프가 투입되었다. 비틀즈의 〈Being for the Benefit of Mr. Kite!〉와 같은 합성된 사운드를 위해 노력하면서, 그들은 노래의 브리지에 코드를 만들기 위해 개별 음표를 오버더빙했다.
〈Dark Eyed Cajun Woman〉은 블루스 트랙 (밴드의 초기 곡 중 하나)이었고 존스턴은 블루스와 B.B. 킹에 대한 헌사로 보았다. 〈South City Midnight Lady〉는 사우스샌프란시스코에 관한 이야기이지만, 특별히 어떤 여성에 관한 이야기는 아니다. [[스틸리 댄의 제프 백스터는 트랙에서 페달 스틸 기타를 연주했다. 그는 1974년에 공식적인 두비 형제가 되었다. 세실과 마굴레프는 마지막에 여성이 속삭이는 합성 효과도 더했다.
존스턴에 따르면, 〈Clear as the Driven Snow〉는 레크리에이션 화학 남용에 대한 경고로, 당시 밴드 멤버들의 생활 방식을 반영했다.
음반의 두 번째 면은 로커 〈Without You〉로 시작한다. 다른 많은 노래들처럼 이 노래도 잼으로 시작했다. "그 노래는 두 명의 드러머가 동시에 연주했다"고 존스턴은 말했다. "그것은 더 후에 대한 일종의 찬사였다. 우리는 꽤 오랫동안 함께 했다"고 말했다.

## 서라운드 발매
이 음반은 원래 CD-4 쿼드래디스크 시스템과 쿼드래소닉 8트랙 테이프에 쿼드래소닉 사운드로 발매되었다. 이 음반은 또한 2002년에 5.1 멀티채널 DVD 오디오로 리믹스되었고, 2011년 9월 14일 워너 재팬에 의해 워너 프리미엄 사운드 시리즈로 하이브리드 스테레오 멀티채널 슈퍼 오디오 CD로 발매되었다.

## 곡 목록
| #  | 제목                         | 작사·작곡     | 보컬   | 재생 시간 |
| -- | ---------------------------- | ------------- | ------ | --------- |
| 1. | 〈Natural Thing〉            | 톰 존스턴     | 존스턴 | 3:17      |
| 2. | 〈Long Train Runnin'〉       | 존스턴        | 존스턴 | 3:25      |
| 3. | 〈China Grove〉              | 존스턴        | 존스턴 | 3:14      |
| 4. | 〈Dark Eyed Cajun Woman〉    | 존스턴        | 존스턴 | 4:12      |
| 5. | 〈Clear as the Driven Snow〉 | 패트릭 시몬스 | 시몬스 | 5:18      |

| #   | 제목                                      | 작사·작곡                                         | 보컬           | 재생 시간 |
| --- | ----------------------------------------- | ------------------------------------------------- | -------------- | --------- |
| 6.  | 〈Without You〉                           | 존 하트먼, 마이클 호삭, 존스턴, 티란 포터, 시몬스 | 존스턴, 시몬스 | 4:58      |
| 7.  | 〈South City Midnight Lady〉              | 시몬스                                            | 시몬스         | 5:27      |
| 8.  | 〈Evil Woman〉                            | 시몬스                                            | 시몬스         | 3:17      |
| 9.  | 〈Busted Down Around O'Connelly Corners〉 | 짐 페이지                                         | 기악           | 0:48      |
| 10. | 〈Ukiah〉                                 | 존스턴                                            | 존스턴         | 3:04      |
| 11. | 〈The Captain and Me〉                    | 존스턴                                            | 존스턴         | 4:53      |

## 인증
| 국가                       | 인증 | 판매량/출하량 |
| -------------------------- | ---- | ------------- |
| 오스트레일리아 (ARIA)      | 골드 | 20,000^       |
| ^출하량을 기반으로 한 인증 |      |               |